# Albatros (Frans automerk)
Albatros was een Frans automerk.
Het bedrijf uit Parijs bouwde tussen 1906 en 1912 auto's. De auto's waren van het type driewieler en cyclecar.